# Flüelen
Flüelen is een gemeente en plaats in het Zwitserse kanton Uri.
Flüelen telt 1.985 inwoners.
Flüelen ligt aan de zuidkant van de Urnersee (Urimeer), een arm van het Vierwoudstrekenmeer, tussen de monding van de Reuss in het meer en het Rophaien-gebergte ten oosten van het meer. In het onderste deel van de helling van de Rophaien rijst de bijna 400 meter hoge rotswand van de Axen direct uit het meer op. 
Altdorf · Andermatt · Attinghausen · Bauen · Bürglen · Erstfeld · Flüelen · Göschenen · Gurtnellen · Hospental · Isenthal · Realp · Schattdorf · Seedorf · Seelisberg · Silenen · Sisikon · Spiringen · Unterschächen · Wassen
- Gemeinsame Normdatei: 4529929-8
- Historisch woordenboek van Zwitserland: 000696
- Virtual International Authority File: 234772339
- WorldCat: E39PBJppCJYyyKVR8jBdvQgqcP